# Premi a la millor direcció (Festival de Sitges)
El Premi a la millor direcció és un dels premis concedits pel jurat de la secció oficial del Festival Internacional de Cinema de Catalunya al millor director d'una pel·lícula del certamen.

## Guardonats
| Any  | Director                                | Obra                                              | País                                                                 | Referència |
| ---- | --------------------------------------- | ------------------------------------------------- | -------------------------------------------------------------------- | ---------- |
| 1971 | Janusz Majewski                         | Lokis. Rękopis profesora Wittembacha              | Polònia                                                              | [ 1 ]      |
| 1971 | Miguel Madrid                           | Necrophagus                                       | Espanya                                                              |            |
| 1972 | Robert Mulligan                         | The Other                                         | Estats Units                                                         | [ 2 ]      |
| 1973 | Juan Luis Buñuel                        | Una cita amb la mort alegre                       | França                                                               | [ 3 ]      |
| 1974 | Robert Fuest                            | El retorn del Dr. Phibes                          | Regne Unit                                                           | [ 4 ]      |
| 1975 | David Cronenberg                        | Vénen de dintre de...                             | Canadà                                                               | [ 5 ]      |
| 1976 | Dario Argento                           | Roig fosc                                         | Itàlia                                                               | [ 6 ]      |
| 1977 | Dan Curtis                              | Burnt Offerings                                   | Estats Units                                                         | [ 7 ]      |
| 1978 | Richard Franklin                        | Patrick                                           | Austràlia                                                            | [ 8 ]      |
| 1979 | Juraj Herz                              | Panna a netvor                                    | Txèquia                                                              | [ 9 ]      |
| 1980 | Veljko Bulajić                          | Legend o Caru Scepano Malom                       | Iugoslàvia                                                           | [ 10 ]     |
| 1981 | Walerian Borowczyk                      | Docteur Jekyll et les femmes                      | França                                                               | [ 11 ]     |
| 1982 | Tony Williams                           | Next of Kin                                       | Estats Units                                                         | [ 12 ]     |
| 1983 | Luc Besson                              | Le Dernier Combat                                 | França                                                               | [ 13 ]     |
| 1984 | Carl Schenkel                           | Buit                                              | Alemanya                                                             | [ 14 ]     |
| 1985 | Shûji Terayama                          | Saraba hakobune                                   | Japó                                                                 | [ 15 ]     |
| 1986 | Serguei Parajanov Dodo Abaixidze        | Ambavi Suramis tsikhisa                           | Unió Soviètica                                                       | [ 16 ]     |
| 1987 | Paul Verhoeven                          | RoboCop                                           | Estats Units                                                         | [ 17 ]     |
| 1988 | George A. Romero                        | Atracció diabòlica                                | Estats Units                                                         | [ 18 ]     |
| 1989 | Peter Greenaway                         | El cuiner, el lladre, la seva dona i el seu amant | Regne Unit                                                           | [ 19 ]     |
| 1990 | Sam Raimi                               | Darkman                                           | Estats Units                                                         | [ 20 ]     |
| 1990 | John McNaughton                         | Henry: retrat d'un assassí en sèrie               | Estats Units                                                         |            |
| 1991 | Jean-Pierre Jeunet i Marc Caro          | Delicatessen                                      | França                                                               | [ 21 ]     |
| 1992 | Quentin Tarantino                       | Reservoir Dogs                                    | Estats Units                                                         | [ 22 ]     |
| 1993 | Dave Borthwick                          | Les aventures secretes de Tom Thumb               | Regne Unit                                                           | [ 23 ]     |
| 1994 | Scott McGehee i David Siegel            | Suture                                            | Estats Units                                                         | [ 24 ]     |
| 1995 | Chris Gerolmo                           | Ciutadà X                                         | Estats Units                                                         | [ 25 ]     |
| 1995 | Michael Almereyda                       | Nadja                                             | Estats Units                                                         | [ 25 ]     |
| 1996 | Mohsen Makhmalbaf                       | Gabbeh                                            | Iran                                                                 | [ 26 ]     |
| 1997 | Scott Reinolds                          | El lleig                                          | Nova Zelanda                                                         | [ 27 ]     |
| 1998 | Michael Di Jiacomo                      | Animals with the Tollkeeper                       | Estats Units                                                         | [ 28 ]     |
| 1999 | Ben Hopkins                             | Simon Magus                                       | Regne Unit                                                           | [ 29 ]     |
| 2000 | Geoffrey Wright                         | Cherry Falls                                      | Estats Units                                                         | [ 30 ]     |
| 2001 | Brad Anderson                           | Sessió 9                                          | Estats Units                                                         | [ 31 ]     |
| 2002 | David Cronenberg                        | Spider                                            | Japó                                                                 | [ 32 ]     |
| 2003 | Alexandre Aja                           | Haute tension                                     | França                                                               | [ 33 ]     |
| 2004 | Johnnie To                              | Breaking News                                     | Hong Kong                                                            | [ 34 ]     |
| 2005 | Johnnie To                              | Election                                          | Hong Kong                                                            | [ 35 ]     |
| 2006 | Martin Weisz                            | Rohtenburg                                        | Alemanya                                                             | [ 36 ]     |
| 2007 | Jaume Balagueró Paco Plaza              | REC                                               | Espanya                                                              | [ 36 ]     |
| 2008 | Kim Ji-Woon                             | Joheun nom nabbeun nom isanghan nom               | Corea del Sud                                                        | [ 37 ]     |
| 2009 | Brillante Mendoza                       | Kinatay                                           | Filipines                                                            | [ 38 ]     |
| 2010 | Jalmari Helander                        | Rare Exports                                      | Finlàndia                                                            | [ 39 ]     |
| 2011 | Hong-jin Na                             | Hwanghae                                          | Corea del Sud                                                        | [ 40 ]     |
| 2012 | Leos Carax                              | Holy Motors                                       | França                                                               | [ 41 ]     |
| 2013 | Aharon Keshales Navot Papushado         | Big Bad Wolves                                    | Israel                                                               | [ 42 ]     |
| 2014 | Jonas Govaerts                          | Welp                                              | Bèlgica                                                              | [ 43 ]     |
| 2015 | S. Craig Zahler                         | Bone Tomahawk                                     | Estats Units                                                         | [ 44 ]     |
| 2016 | Yeon Sang-ho                            | Train to Busan                                    | Corea del Sud                                                        | [ 45 ]     |
| 2017 | Coralie Fargeat                         | Revenge                                           | França                                                               | [ 46 ]     |
| 2018 | Panos Cosmatos                          | Mandy                                             | Estats Units                                                         | [ 47 ]     |
| 2019 | Juliano Dornelles Kleber Mendonça Filho | Bacurau                                           | Brasil                                                               | [ 48 ]     |
| 2020 | Brandon Cronenberg                      | Possessor                                         | Canadà                                                               | [ 49 ]     |
| 2021 | Justin Kurzel                           | Nitram                                            | Austràlia                                                            | [ 50 ]     |
| 2022 | Ti West                                 | Pearl                                             | Estats Units/ Canadà                                                 | [ 51 ]     |
| 2023 | Baloji                                  | Augure                                            | Rep. del Congo, Països Baixos, França, Bèlgica, Alemanya, Sud-àfrica | [ 52 ]     |
| 2024 | Soi Cheang                              | Twilight of the Warriors: Walled In               | Hong Kong                                                            | [ 53 ]     |